# 郭克兰纽陨石坑
郭克兰纽陨石坑(Goclenius)月球正面丰富海西侧边缘一座大型古老撞击坑，形成于酒海纪时期，以德国医生，马尔堡菲利普斯大学的物理、医学和数学教授小鲁道夫·戈克伦纽斯(Rudolf Goclenius,Jr)的名字命名，1935年被国际天文学联合会批准采纳。

## 描述

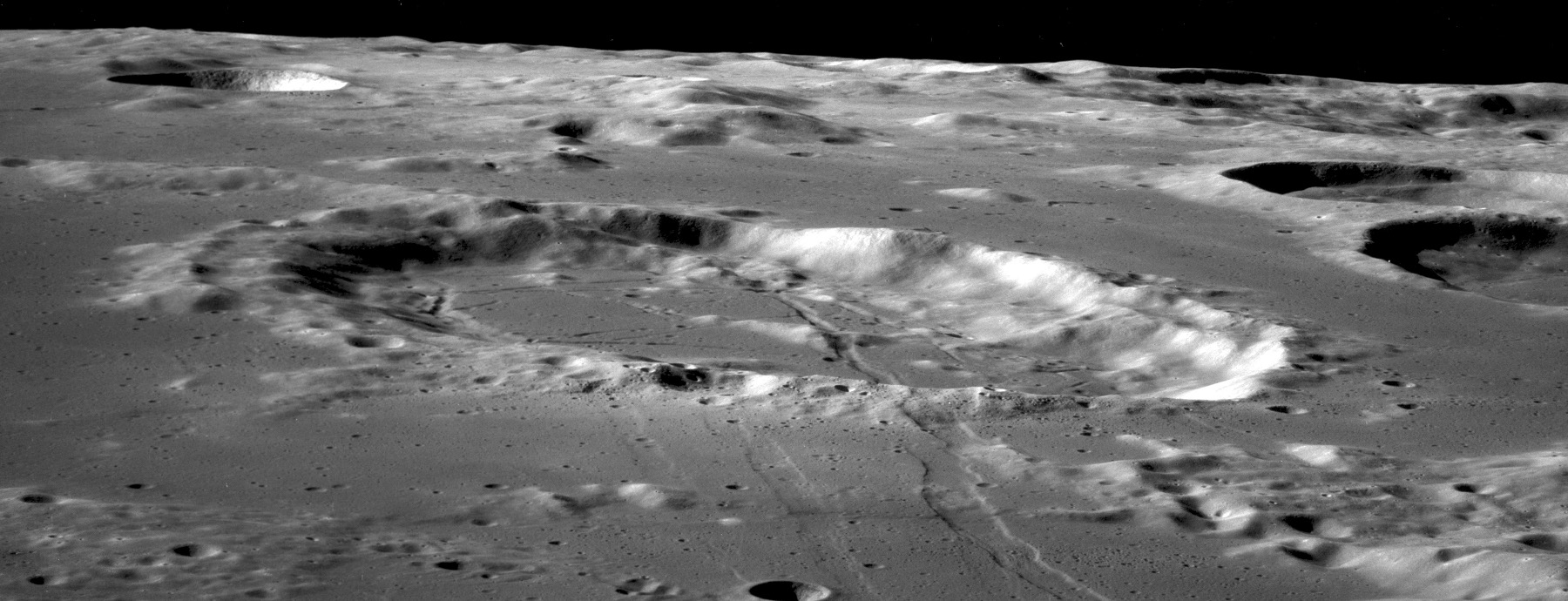
阿波罗11号拍摄的斜视图

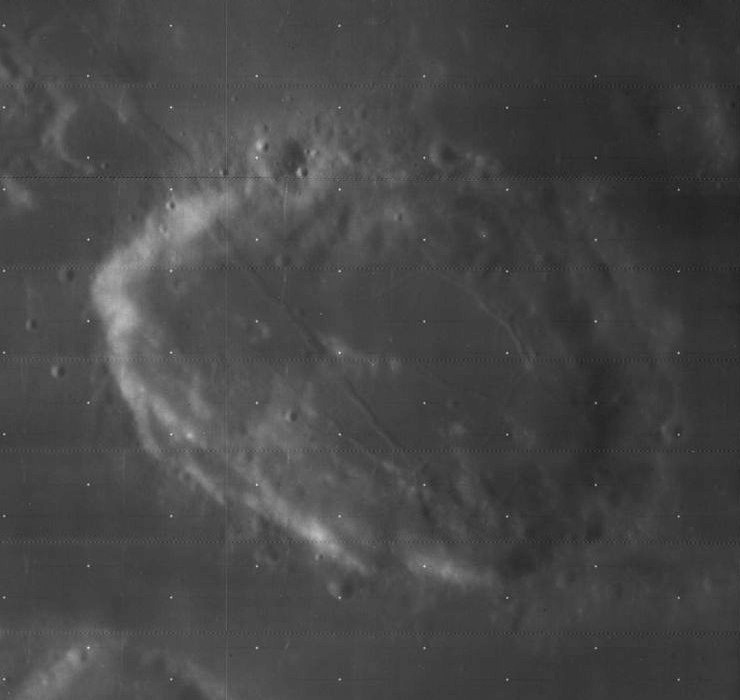
月球轨道器4号拍摄的图像

郭克兰纽陨石坑西邻戈迪贝尔陨石坑、南望麦哲伦陨石坑、西北是一条并行的"郭克兰纽月溪系统"及已被熔岩填塞谷登堡陨石坑、西南则是比利牛斯山脉，而酒海和丰富海分别坐落在它的西面和东北。陨坑中心的月面坐标为南纬10.05°、东经45.03°，直径54×72公里，深度2.2公里。
郭克兰纽陨石坑外形呈东西向较长的卵状，由于存续时间很长而磨损严重。陨坑内壁坡宽阔，带有台地状结构痕迹，西北侧壁上重叠着卫星坑"郭克兰纽 B"。陨坑内地表已被熔岩覆盖，一条月溪从西南到西北横穿过崎岖的地表，与坑外同向的郭克兰纽月溪相连接，这些沟槽都是在原始坑形成之后的同一时间生成。郭克兰纽陨坑的环壁平均高出周围地形1300米，总体积(容积)约4600公里³。
在坑底中心点西北坐落着一座小而亮的中央峰。

## 卫星陨石坑
按惯例，最靠近郭克兰纽陨石坑的卫星坑，将通过在其陨坑中心点旁放置一字母而在月球地图上标示出来。
| 郭克兰纽 | 纬度   | 经度    | 直径    |
| -------- | ------ | ------- | ------- |
| B        | 9.2° S | 44.4° E | 7 公里  |
| U        | 9.3° S | 50.1° E | 22 公里 |

1976年卫星坑"郭克兰纽 A"已被国际天文联合会更名伊本·白图泰陨石坑。